# 波多野爽波
波多野 爽波（はたの そうは、1923年1月21日 - 1991年10月18日）は、東京府出身の俳人。高浜虚子に師事、「ホトトギス」同人、俳誌「青」を創刊・主宰。本名・敬栄（よしひで）。

## 経歴
父・敬三、母・辰子の長男として東京府に生まれる。祖父は元宮内大臣の子爵・波多野敬直。生まれた年に鎌倉の母の実家の別荘で関東大震災に遭い家屋の下敷きとなるも、叔父に庇われて助けられた。なおこの別荘は虛子の次女・星野立子の隣家であり、爽波が助けられる場面に19歳の立子の姿もあったという。1939年、健康を害し鎌倉で療養中に「ホトトギス 」を読みふけり、翌年より同誌に投句をはじめる。1929年。学習院初等科、1935年、学習院中等科、1940年、学習院高等科文科甲類入学。中等科時代は水泳部に属し、その体験が後の「俳句スポーツ説」の基礎となる。高等科入学前、「ホトトギス」1940年1月号で初入選。4月3日には、立子の主宰誌「玉藻」の例会に参加、立子の介添えで虛子に見（まみ）えている。入学後、学校では岩田九郎教授（俳号・水鳥＝蕪村研究の泰斗）に指導を仰ぎ「木犀会」を結成、リーダーとなる。同会には2級下の平岡公威（三島由紀夫）も「青城」の号で参加していた。学習院の先輩である京極杞陽からも指導をうけ、1941年からは「木犀会」を杞陽邸で持つなど、大きな影響を受ける。1942年、京都帝国大学経済学部入学、松尾いはほの「蜻蛉会」に参加、長谷川素逝指導の「京大ホトトギス会」に入る。
1943年12月召集を受け、1945年に見習士官として中国北部に赴いた。8月15日の終戦は、迫撃砲部隊の小隊長として、開聞岳の麓で迎えている。陸軍少尉であった。
1946年、5月「京大ホトトギス会」を復活させ、幹事。「玉藻」5月号（戦後復刊1号）で巻頭、10月、「ホトトギス」600号記念大会で披講の大役、創刊間もない松本たかし主宰「笛」11月号で巻頭と、俳句実作に一気に復帰する。1947年、結婚し京都市左京区田中春菜町に新居を構える。同3月、大学卒業、6月に京大ホトトギス会の有志らと「春菜会」を結成、後の「青」創刊の母体となる。三井生命保険を経て、1948年、三和銀行に入行。1949年、最年少で「ホトトギス」同人となる。当時は野見山朱鳥、上野泰とともに若手三羽烏と呼ばれた。1953年10月、「春菜会」をもとに「青」を創刊、主宰。1957年、「かつらぎ」青年大会の来賓講演で「ホトトギス」批判ともとれる発言をし物議をかもす。1958年、「年輪」「菜殻火」「山火」と四誌連合会を発足させ、主導、四誌連合会賞の選者に中村草田男を招聘した。1963年、三和俳句会を再興、またこの頃前衛と目される俳人との交流を深める。1977年、藤沢薬品工業の監査役に転出（1983年退任）。1987年より俳壇賞選者。1991年10月逝去。同年12月号をもって「青」は終刊した。
墓所は京都岩倉の古刹、圓通寺霊所。《夜の湖の暗きを流れ桐一葉》の句碑が遺族によって添えられている。

## 作品
代表的な句に
- 金魚玉とり落しなば鋪道の花（『鋪道の花』）
- 鳥の巣に鳥が入つてゆくところ（『鋪道の花』）
- 冬空や猫塀づたひどこへもゆける（『鋪道の花』）
- あかあかと屏風の裾の忘れもの（『湯吞』）
- 骰子（さいころ）の一の目赤し春の山（『骰子』）
- 炬燵出て歩いてゆけば嵐山（『骰子』）
- チューリップ花びら外れかけてをり（『波多野爽波全集』第二巻）

など。爽波は虚子の最晩年の直弟子であり、都会的な感覚で「ホトトギス」に新風を吹き込んだ。多作多捨を身上とし、「俳句スポーツ説」を提唱、実作では徹底した写生と題詠を重視した。「青」に依った仲間（途中退会者を含む）には、宇佐美魚目、大峯あきら、吉本伊智朗、柏村貞子、友岡子郷、はりまだいすけ、山本洋子、原田暹、西川章夫ら昭和後期から平成にかけての大切な俳人が多い。また『青』門下には田中裕明、岸本尚毅という、互いに作風の異なる同世代の作者が出ており、いずれも愛弟子として可愛いがった爽波は「尚毅居る裕明も居る大文字」という句も残している。他の門人に島田牙城、岩田由美、森賀まり、中岡毅雄など。

## 著書
- 『鋪道の花』書林新甲鳥（昭和俳句叢書8） 1956年
- 『湯呑』現代俳句協会（現代俳句の一〇〇冊） 1981年
- 『骰子 句集』角川書店（現代俳句叢書） 1986年
- 『一筆 句集』角川書店 1990年
- 『花神コレクション 波多野爽波』花神社 1992年
- 『波多野爽波全集』全3巻 邑書林 1992年-1998年
- 『波多野爽波俳句全集』暁光堂 2022年

### 共著
- 『現代俳句全集 第二巻』「ホトトギス作家篇2Ⅱ」1954年 創元社（創元文庫A-189）
- 『春菜会作品集』1953年 春菜会（序・高濱虛子、春菜会小史・千原草之、跋・波多野爽波）
- 『現代俳句全集 四』1977年 立風書房
- 『鑑賞現代俳句全集 第十一巻 戦後俳人集Ｉ』（爽波俳句鑑賞者は、友岡子郷）1981年 立風書房

## 現在作品を纏まって読める書籍
- 『再読 波多野爽波』（小林千史・柴田千晶・山田露結・榮猿丸・冨田拓也編著）2012年 邑書林（精選 爽波四百句 編著者共選 425句掲載）
- 『俳句の背骨』（島田牙城著）2017年 邑書林 （所収の散文「計らはない」中に「爽波百句撰」掲載）
- 『波多野爽波の百句』（山口昭男著）2020年 ふらんす堂 （爽波の俳句100句の紹介・鑑賞）
- 『波多野爽波俳句全集』暁光堂 2022年 （爽波の全四句集『鋪道の花』『湯呑』『骰子』『一筆』を全句収録。補遺として句集未収録作品のうち四〇〇句を掲載）